# La Foz
La Foz de Morcín, auch einfach „La Foz“ genannt ist ein Parroquia und zugleich dessen Hauptort in der nordspanischen Gemeinde Morcin in Asturien. La Foz de Morcín ist sechs Kilometer vom Sitz der Gemeindeverwaltung in Santa Eulalia de Morcín entfernt.

Die 990 Einwohner (2010) verteilen sich auf zahlreiche Ortschaften.

## Dörfer und Weiler
- La Collada 25 Einwohner 2011 43° 16′ 1″ N, 5° 52′ 31″ W
- La Figar 1 Einwohner 2011 43° 15′ 22″ N, 5° 51′ 28″ W
- Lugar de Abajo 344 Einwohner 2011 43° 15′ 9″ N, 5° 52′ 16″ W
- Lugar de Arriba 293 Einwohner 2011 43° 15′ 2″ N, 5° 52′ 15″ W
- Las Mazas 282 Einwohner 2011 43° 15′ 55″ N, 5° 52′ 9″ W
- Otura 8 Einwohner 2011 43° 15′ 17″ N, 5° 52′ 52″ W
- Panizales 7 Einwohner 2011
- Porriman 4 Einwohner 2011 43° 15′ 55″ N, 5° 51′ 53″ W
- El Pradiquin unbewohnt 2011
- La Puente 13 Einwohner 2011
- Los Llanos 11 Einwohner 2011
- Comunes unbewohnt 2011
- Los Turulledos 2 Einwohner 2011

## Sehenswertes
- Die dem heiligen Antonius
 geweihte Pfarrkirche „Iglesia de San Antonio Abad“[1]
- „Museo Etnográfico de la Lechería“ das 1922 gegründete Milch- und Käsemuseum[2].

### Regionale Produkte
La Foz de Morcín ist bekannt für den Käse (Queso) Afuega'l Pitu, der hier produziert wird.

## Bevölkerungsentwicklung
|                                                                |
| Quelle: Website des INE – grafische Aufarbeitung für Wikipedia |